# The Lickerz EP
The Lickerz EP è il secondo EP del gruppo hip hop italiano The Lickerz, pubblicato nel 2005.

## Tracce
1. Intro ft. Jimmy the Soul Rasta (prodotta da Luda)
2. Lickerz ft. Rawl MC (prodotta da Luda)
3. Skit #1
4. Streets ft. Rawl MC (prodotta da Luda)
5. Skit #2
6. Sono Innocente Pt. 2 ft. Rawl MC (prodotta da Luda)
7. Skit #3
8. Giù La Maschera ft. Rawl MC (prodotta da Luda)
9. Mo' Hush (prodotta da Luda)